# 邵秉節
邵秉節（？—？），字安之，號时成，浙江绍兴府馀姚县人。明末政治人物。

## 生平
崇祯九年（1636年）丙子科浙江乡试第八名，崇祯十三年（1640年）庚辰科進士，都察院观政，授行人司行人，曾出使益王府。
顺治二年（1645年），清军定江南，檄下浙东，绍兴通判张愫迎降，馀姚知县王曰俞逃去。闰六月己丑，摄篆官王玄如发馀姚闾左为驰道，准备迎接清军，引起百姓譁变。前明兵部郎中孙嘉绩乘势杀摄令，乡官邵秉节、陈相才、诸生吕章成、沈之泰、邵應斗等推举孙嘉绩为盟主，從者数日人。与自宁波募兵的熊汝霖一起奉鲁王朱以海至绍兴为监国，邵秉节被授予兵科给事中，叙协赞功，又加太常寺少卿衔，仍掌科事。次年，鲁王兵败出海，遂杜门不出。

## 家族
父邵元凯，万历二十八年庚子科举人，官湖广黄陂知县。兄邵之詹。